# Galactites
Galactites é um género botânico pertencente à família Asteraceae.